# Senhorio da Irlanda
O Senhorio da Irlanda (em irlandês: Tiarnas na hÉireann), por vezes referido retroativamente como Irlanda Normanda, foi um período de domínio feudal na Irlanda entre 1171 e 1542 sob o governo do rei da Inglaterra, denominado como Senhor da Irlanda. O senhorio foi criado como uma possessão papal após a invasão normanda da Irlanda em 1169-1171. Como o Senhor da Irlanda também foi o Rei da Inglaterra, ele foi representado localmente pelo Lorde tenente da Irlanda.
Aparentemente, o senhorio se estendeu por toda a Irlanda. No entanto, na realidade, a autoridade do rei somente se estendia para partes da ilha. Áreas sob o domínio Inglês se expandiu e se retraiu ao longo do tempo. Muitas áreas permaneceram sob a autoridade inglesa separado e fora dela até o século XVI.
A situação política e fluída do sistema feudal permitiu uma quantidade significativa de autonomia prática para a nobreza hiberno-normanda, que esculpiu condados fora de si e teve quase tanta autoridade como alguns dos nativos Reis Gaélicos. O período foi dessa denominação acabou com a criação do Reino da Irlanda em 1542.

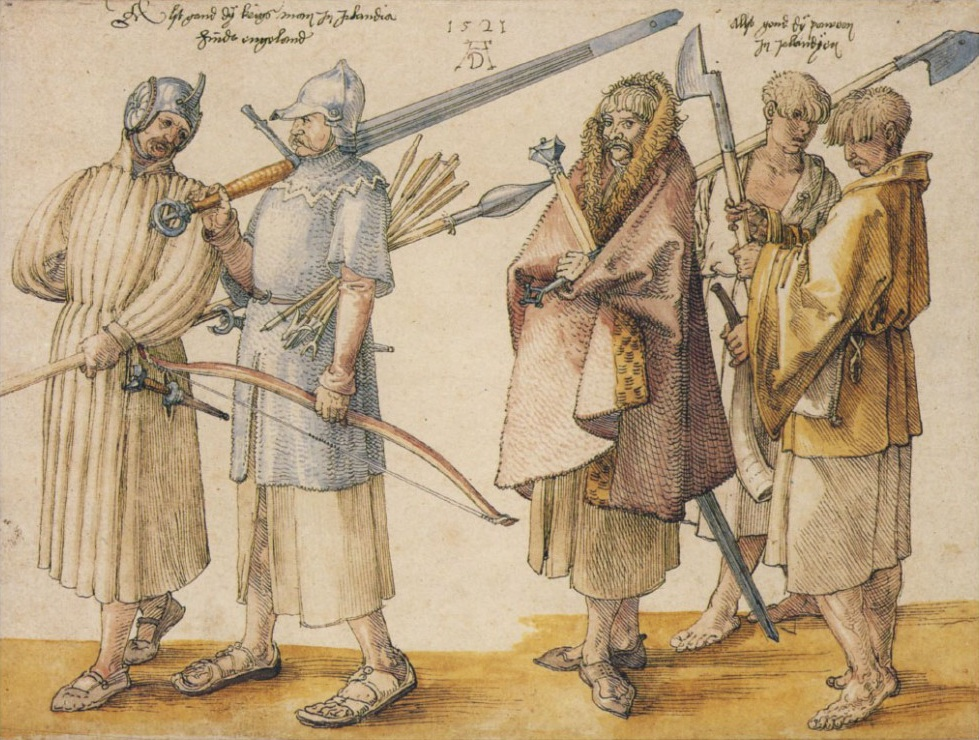
Desenho de 1521 d'Albrecht Dürer de soldados holandeses nas baixas regiões da Irlanda Céltica

## Antecedente
A autoridade do governo do Senhorio da Irlanda raramente foi estendida por toda a ilha da Irlanda durante a sua existência, mas esteve enraizado na paliçada em torno de Dublim, e algumas cidades do interior, incluindo Cork, Limerick, Waterford, Wexford e suas zonas interiores. Ele tem sua origem na decisão da dinastia Leinster, Diarmait Mac Murchada (Diarmuid MacMorrough), de trazer um cavaleiro normando, baseados País de Gales, Richard de Clare, 2º Conde de Pembroke (apelidado de 'Strongbow'), para ajudá-lo em sua batalha para recuperar seu trono, depois de ser derrubado por uma confederação liderada pelo novo Grande Rei (o anterior titular tinha protegido MacMurrough). Henrique II invadiu a Irlanda para controlar Strongbow, que temia tornar-se uma ameaça para a estabilidade do seu próprio reino em suas franjas ocidentais (tinha havido receios anteriores de que os refugiados saxões poderiam usar a Irlanda ou Flandres como uma base para uma contra- ofensiva depois 1066); grande parte da tardia consolidação dos Plantagenetas de Gales do Sul foi em prol da realização de rotas abertas para a Irlanda.

## Laudabiliter
A partir de 1155 Henrique conseguiu que o Papa Adriano IV lhe desse autorização para reformar a igreja irlandesa, assumindo o controle da Irlanda, mas Anne Duggan, professora emérita de história no King's College de Londres considera o Laudabiliter ser uma falsificação de uma carta existente e que foi não em intenção fato de Adriano IV.  As práticas religiosas e organização eclesiástica na Irlanda tinha evoluído de forma divergente daquelas áreas da Europa (continental) influenciadas mais diretamente pela Santa Sé, embora muitas dessas diferenças foram eliminadas ou drasticamente reduzidas com o tempo que Bula foi emitida em 1155.  Além disso, a antiga igreja irlandesa nunca tinha enviado suas dívidas ( "dízimos") para Roma. motivação principal de Henrique para invadir a Irlanda 1171 era controlar Strongbow e outros senhores Normandos. No processo, ele aceitou a lealdade dos reis gaélico em Dublim, em novembro de 1171, e ele convocou o Sínodo de Cashel em 1172, que trouxe a Igreja irlandesa em conformidade com as normas da igreja Inglesa e com as outras europeias.
Em 1175 o Tratado de Windsor foi acordado por Henrique II e Ruaidrí Ua Conchobair, Grande Rei da Irlanda. 
Os Papas reivindicaram o direito de conceder a soberania sobre ilhas para diferentes monarcas com a base da Doação de Constantino (que dizem ser uma falsificação). As dúvidas foram expressos por eminentes estudiosos sobre si mesmo Laudabiliter no século XIX, mas foi confirmado pelas cartas do Papa Alexandre III. O poder papal de conceder também caiu dentro do âmbito das Dictatus papae (1075–1087). Enquanto Laudabiliter tinha se referido ao "Reino" da Irlanda, o Papado era ambígua sobre continuar a descrevê-lo como um reino tão cedo quanto 1185.

Reinos irlandeses antes da invasão normanda (1014)

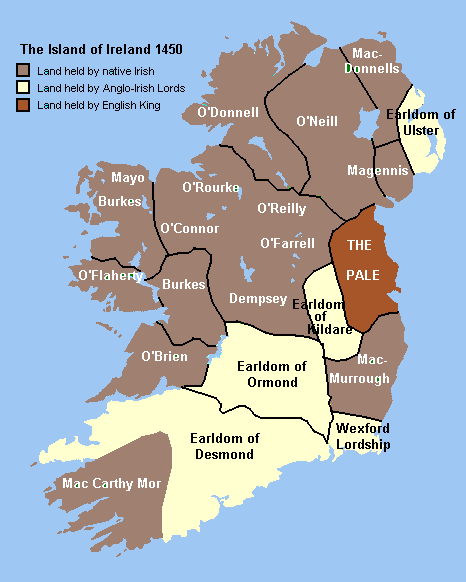
Irlanda em 1450, o território é povoado por celtas pintadas de verde, céltico-normando dos descendentes de cambro-normandos em azul e as forças britânicas no vermelho

## João, Senhor, em 1177-1216
Tendo capturado uma pequena parte da Irlanda, na costa leste, Henrique II usou a terra para resolver uma disputa que dividia a sua família. Ele tinha dividido os seus territórios entre seus filhos, o mais novo foi apelidado de "Jean sans-terre" (em Inglês, "John Lackland"), como ele foi deixado sem terras para governar. No Parlamento de Oxford maio 1177, Henrique II substituiu William FitzAldelm e concedeu a João suas terras irlandesas, de modo a tornar-se Senhor da Irlanda (Dominus Hiberniae) em 1177, quando ele tinha 10 anos de idade, com o território a ser conhecido pelos ingleses como o Senhorio da Irlanda.
Henrique II queria João fosse coroado Rei da Irlanda em sua primeira visita em 1185, mas o papa Lúcio III especificamente recusou permitir. "Dominus" foi o título usual de um Rei que ainda não tinha sido coroado, sugerindo que era intenção de Henrique II. Lúcio III, em seguida, morreu enquanto João estava na Irlanda, e Henrique II obteve o consentimento do papa Urbano III e ordenou uma coroa de penas de ouro e pavão para João. No final de 1185 a coroa estava pronta, mas a visita de João tinha até então se provado ser um fracasso completo, por isso Henrique II cancelou a coroação. 
Após a morte de seus irmãos mais velhos de João tornou-se Rei da Inglaterra em 1199, e assim o Senhorio da Irlanda, em vez de ser um país separado governado por um príncipe normando caçula, ficou sob o domínio direto da Coroa anglo-normanda.

## Progresso e declínio
O Senhorio prosperou no século XIII, durante o Período Quente Medieval, uma época de clima quente e melhores colheitas. O sistema feudal foi introduzido, e o Parlamento da Irlanda realizou sua primeira reunião em 1297. Alguns condados foram criados por Shiring, enquanto cidades fortificadas e castelos se tornaram uma característica da paisagem. Mas pouco desse envolvimento com a vida europeia dominante era um benefício para aqueles normandos chamado de "mero irlandês". "Mero/mere" deriva de merus em latim, que significa puro. A decadência e o desmatamento ambiental continuou inabalável durante todo este período, sendo grandemente agravada pelos recém-chegados ingleses e um aumento da população.
A elite e clérigos normandos falavam normando, francês e latim. Muitos colonos pobres falavam Inglês, Galês e Flamengo. As áreas Gaélica falavam dialetos irlandeses. A linguagem Yola do Condado de Wexford era uma sobrevivente dos primeiros dialetos ingleses.
O Senhorio sofreu a invasão da Escócia por Eduardo Bruce em 1315-1318, que destruiu grande parte da economia e coincidiu com a grande fome de 1315-1317. O Condado de Ulster acabou em 1333, e a Peste Negra de 1348-1350 impactou mais sobre os habitantes das cidades normandos do que nos restantes clãs gaélicos. Os colonos normandos e ingleses apresentaram uma tendência a adotar muito da cultura nativa e a linguagem, tornando-se "gaelicizados" ou, nas palavras de alguns mais irlandês do que os próprios irlandeses. Em 1366 o Estatuto de Kilkenny tentou manter aspectos da cultura gaélica fora das áreas controladas pelos normandos, mas em vão. Assim, com o tempos os senhorios normandos tornaram-se cada vez mais gaelicizados e foram feitas alianças com os chefes nativos, cuja poderio aumentou de forma constante e o controle coroa foi lentamente corroído. Além disso, o governo Plantageneta cada vez mais perdeu o apoio dos chefes e do povo irlandês sobre quem eles frequentemente utilizavam a sua força militar. Tinha sido uma prática comum para os senhorios normandos, bem como as forças do governo, recrutar o irlandês nativo que estavam aliados a eles ou que vivem em áreas de controle inglês (ou seja, Meath, Leinster, Ossory, Munster e Connacht).
Assim foi fácil de fazer com que os irlandeses nativos não tivessem um grande senso de identidade nacional, na época, e eram propensos a mercenarismo e alianças instáveis. Mas os chefes irlandeses tornaram-se cada vez mais receosos pelas medidas opressivas do governo Inglês, e começou abertamente a se rebelar contra a coroa. Alguns dos mais notáveis entre os clãs que anteriormente haviam cooperado com os ingleses, mas tornou-se cada vez mais distante até virar abertamente anti-normando, ou seja, uma pedra no sapato da administração Dublim foram o O'Connor Falys, a dinastia MacMurrough-Kavanagh, o Byrnes e o O'Mores de Leix. Esses clãs foram capazes de defender com sucesso seu território contra o ataque inglês por muito tempo através do uso da guerrilha assimétrica e ataques devastadores nas terras detidas pelos colonos. Além disso, o poder de chefes indígenas que nunca tinha vindo sob a dominação Inglês como os O'Neills e os O'Donnells aumentou de forma constante até que estes se tornaram mais uma vez os mais poderosos na política irlandesa. Os historiadores referem-se a um renascimento gaélico ou o ressurgimento como ocorrendo entre 1350 e 1500, altura em que a área governada pela Coroa inglesa — "the Pale" — ficasse reduzida a uma pequena área em torno de Dublim.
Entre 1500 e 1542 uma situação mista surgiu. A maioria dos clãs se manteve fiel ao Senhor na maioria das vezes, usando um sistema de estilo gaélico de alianças centrada no Lorde tenente que era geralmente o Conde de Kildare. No entanto a rebelião do herdeiro do 9º Conde Silken Thomas em 1535 levou a um sistema menos simpático do governo em que os administradores seriam, principalmente, pessoas nascidas ingleses. A rebelião e apreensão de Henrique VIII dos mosteiros irlandeses por volta de 1540 levou para seu plano para criar um novo Reino baseado no Parlamento existente.

## Do Senhorio para o Reino, 1542
Monarcas ingleses continuaram a usar o título de "Senhor da Irlanda" para se referirem a sua posição nas terras conquistadas na ilha da Irlanda. O título foi alterado pele Ato da Coroa da Irlanda que foi aprovado pelo Parlamento irlandês em 1542, quando, a pedido de Henrique VIII, foi concedido um novo título, o de rei da Irlanda, com o Estado renomeado para Reino da Irlanda. Henrique VIII mudou seu título, porque o Senhorio da Irlanda tinha sido concedido à monarquia normanda pelo papado; Henrique havia sido excomungado pela Igreja Católica e preocupado que seu título poderia ser retirado pela Santa Sé. Henrique VIII também queria que a Irlanda para ser tornasse um Reino pleno para incentivar um maior senso de lealdade entre os seus súditos irlandeses, alguns dos quais participaram na sua política de rendição e reconcessão.

### Parlamentos e os Grandes Concílios (1318-69)
O Governo baseou-se em Dublim, mas os membros do Parlamento poderiam ser convocados para atender em qualquer lugar:
- 1310 Kilkenny
- 1320 Dublim
- 1324 Dublim
- 1327 Dublim
- 1328 Kilkenny
- 1329 Dublim
- 1330 Kilkenny
- 1331 Kilkenny
- 1331 Dublim
- 1341 Dublim
- 1346 Kilkenny
- 1350 Kilkenny
- 1351 Kilkenny
- 1351 Dublim
- 1353 Dublim
- 1357 Kilkenny
- 1359 Kilkenny
- 1359 Waterford
- 1360 Kilkenny
- 1366 Kilkenny
- 1369 Dublim

## Galeria

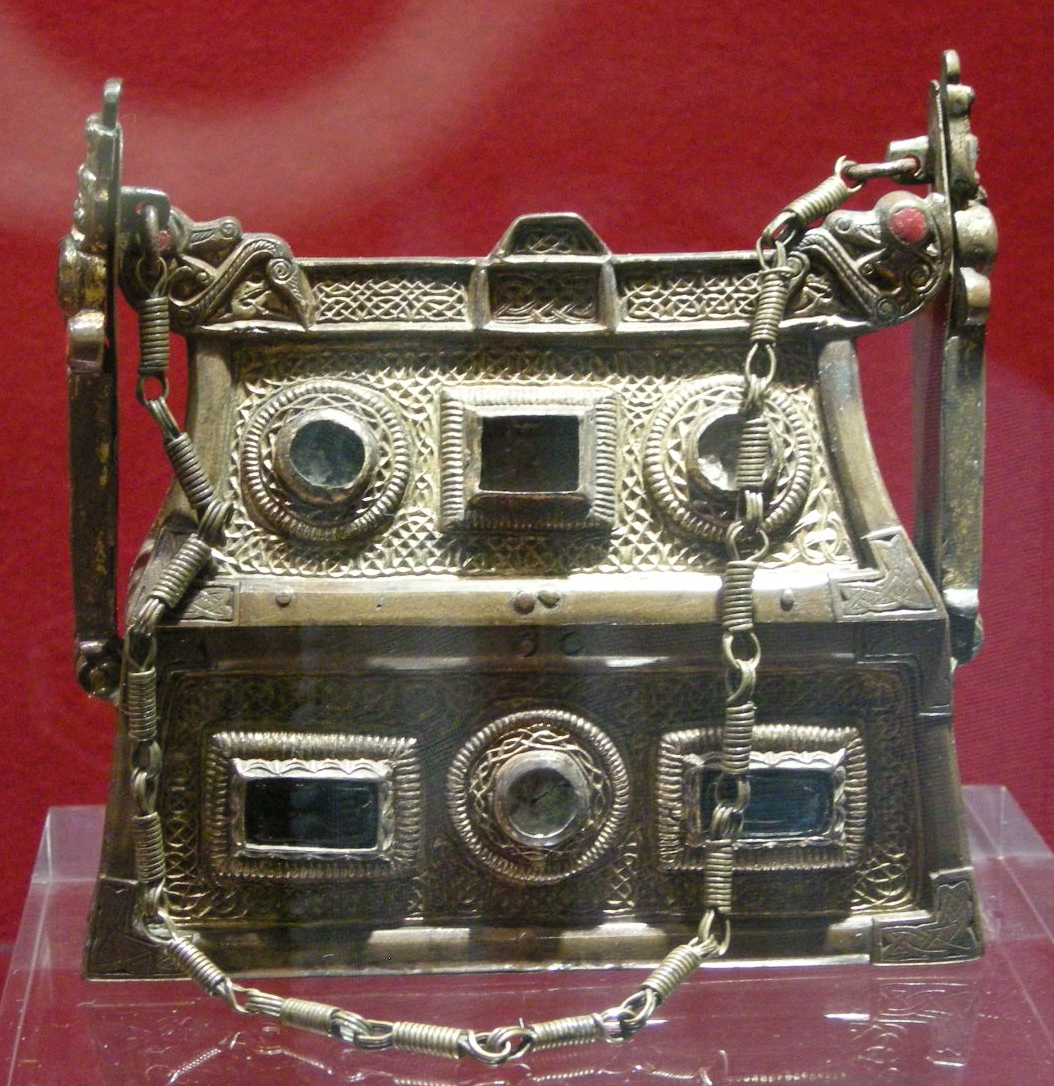
Relicário de bronze (século VII-VIII)
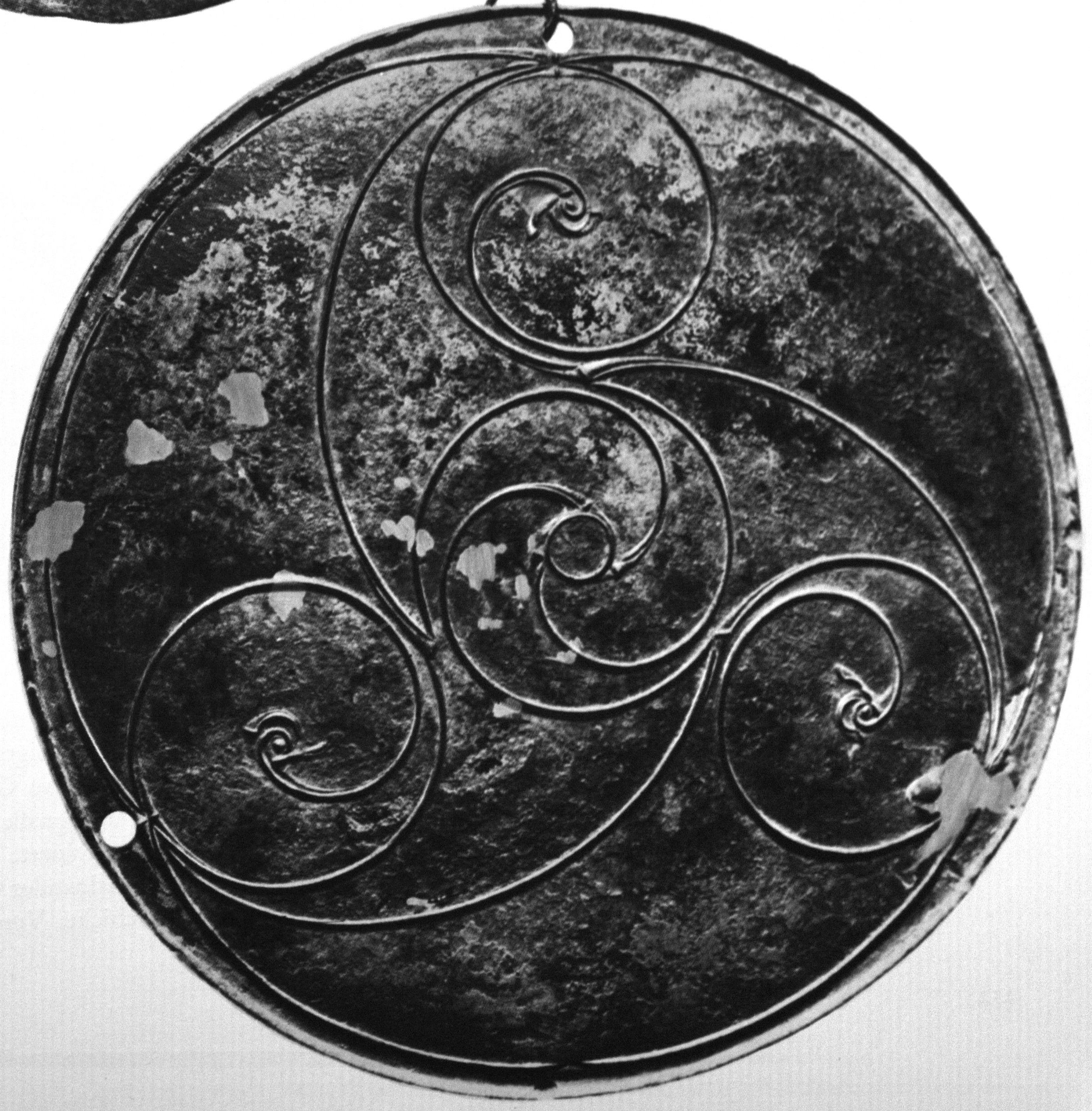
Disco de bronze pré-cristão (Derry)
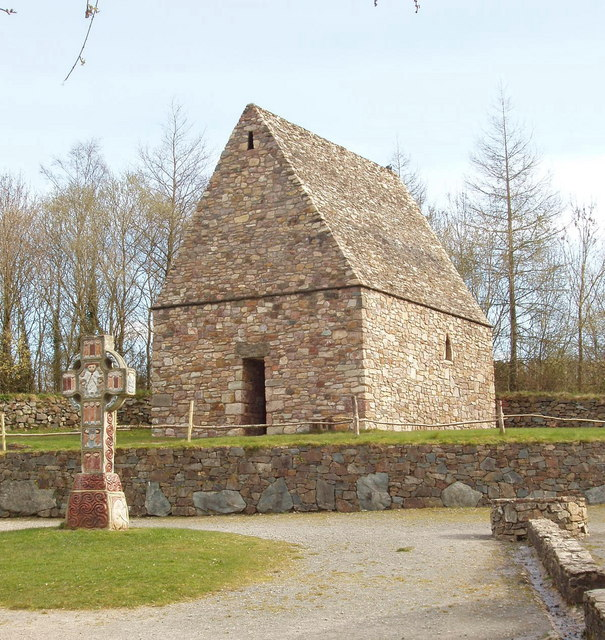
Capela gaélica pré-normanda
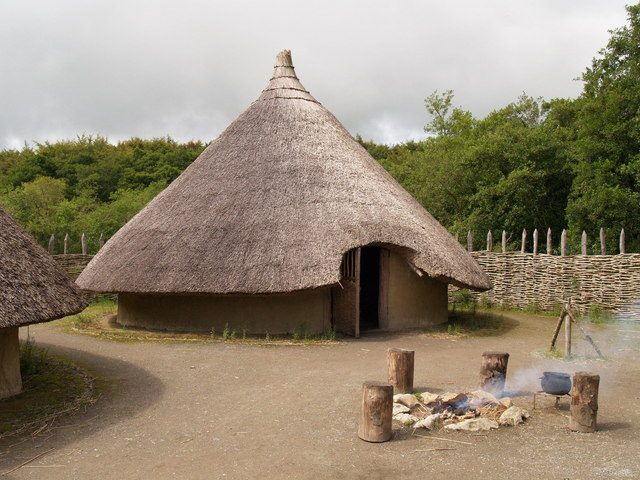
Crannog, casa irlandesa pré-normanda
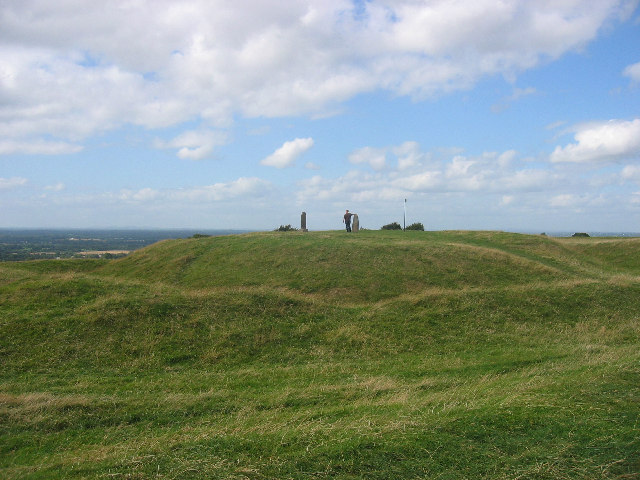
Colina de Tara, capital da Irlanda
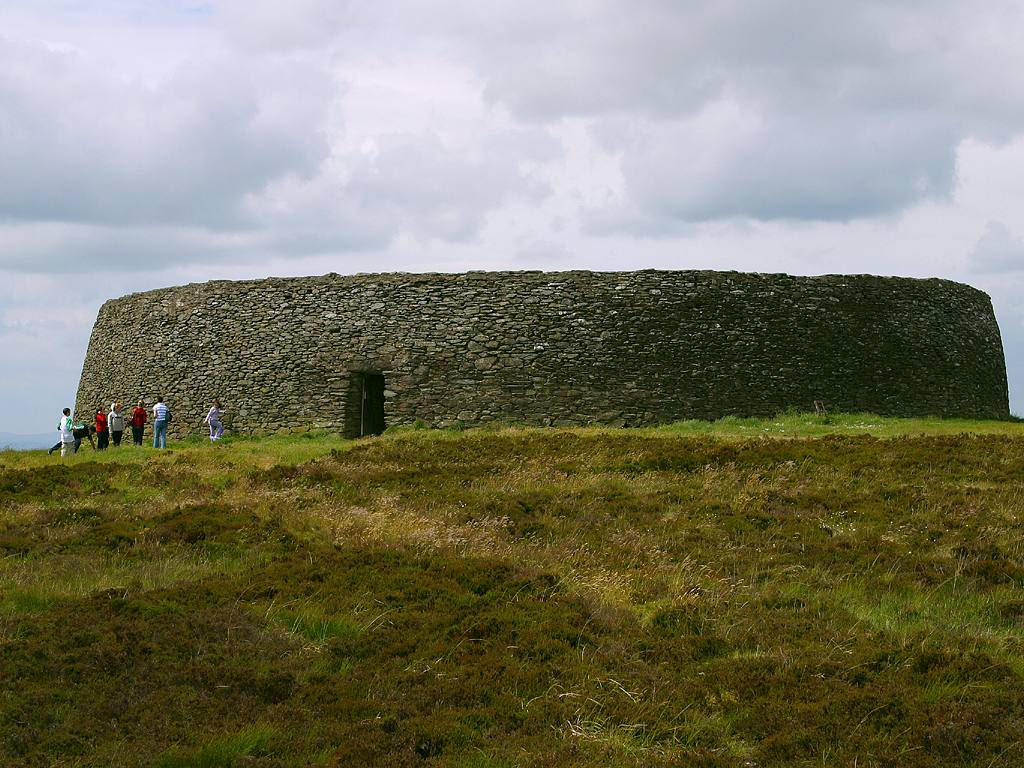
Forte do Anel de Grianan d'Aileach
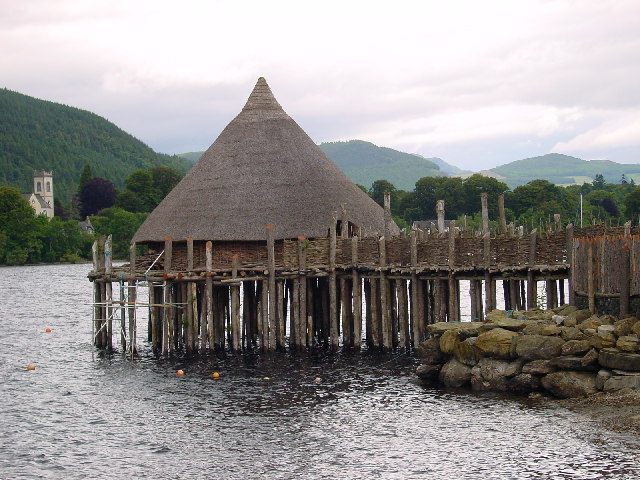
Crannóg a Loch Tay
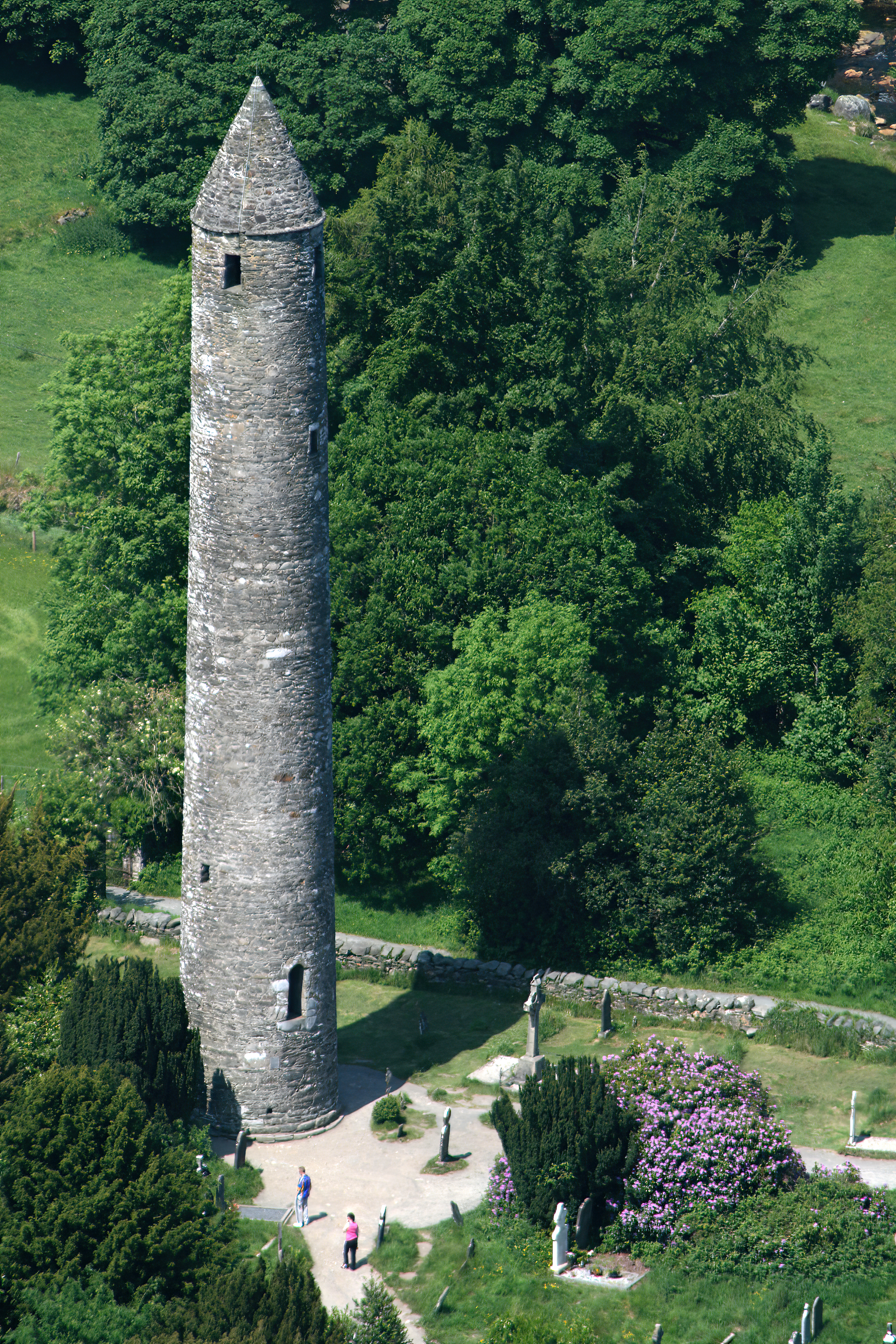
Torre rodona de Glendalough